# 李因

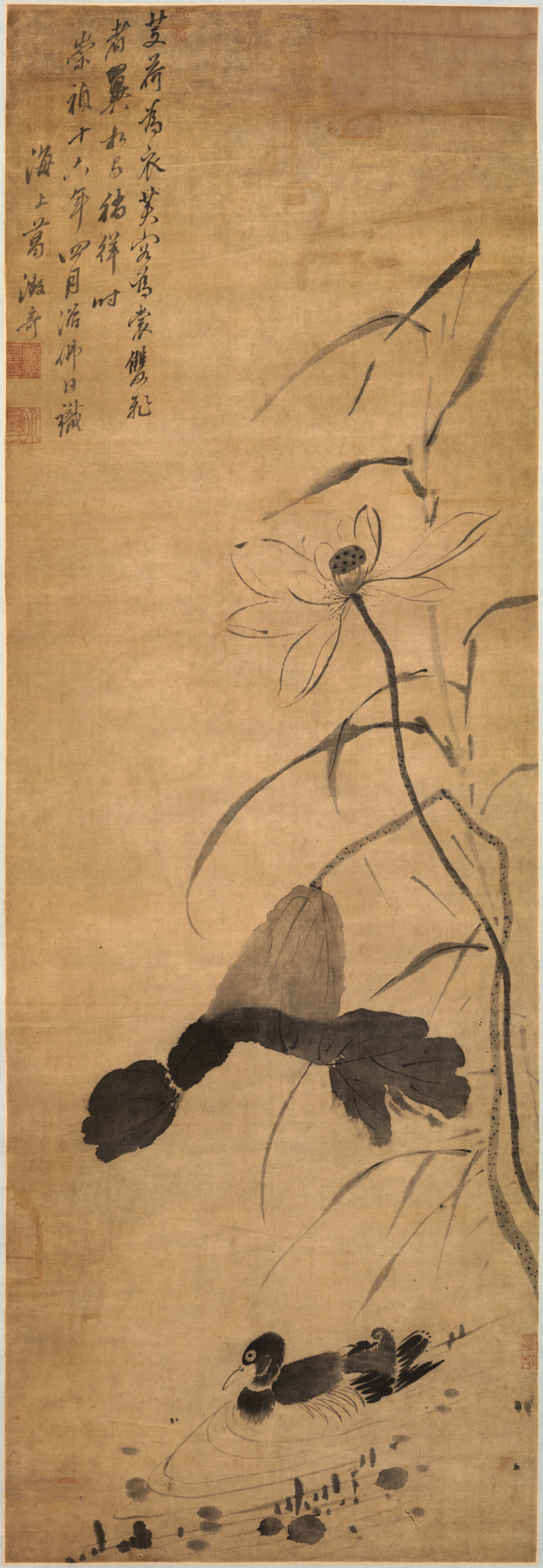
李因《荷鸳图》（北京故宫博物院藏）

李因（1616年—1685年），字是庵，号龛山逸史，晚号今生，女，会稽（今浙江绍兴）人。明末清初诗人、画家。 
萬曆四十四年（1616年）生。早年家貧，“积苔为纸，扫柿为书”，後为江浙名妓。十七歲以“一枝留待晚春开”句，深受光禄卿葛徵奇赞叹，被納為妾，婚後隨夫為官而四處奔波。善於绘画，在山水学米芾、米友仁父子。花鸟画甚得时誉，故當時赝品甚多。明亡流寓海寧，故题画每作海寧女史。康熙二十四年（1685年）卒。有《竹笑轩吟草》一卷、《续集》一卷、《三集》一卷。黄宗羲曾撰《李因传》。